# Dastak
Dastak (tłumaczenie: "Pukanie" ang. tytuł: "The Knock") to bollywoodzki dramat miłosny zrealizowany w 1996 roku przez Mahesh Bhatta, autora Chaahat, Zakhm, Duplicate. W roli głównej Sushmita Sen. Film opowiada historię Miss Świata prześladowanej przez swego fana obsesyjną miłością.

## Obsada
- Sushmita Sen jako Sushmita Sen
- Mukul Dev jako ACP Rohit Malhotra
- Sharad S. Kapoor jako Sharad Sule (jako Sharad Kapoor)
- Bhavna Datta jako (przyjaciel Sushmity)
- Vishwajeet Pradhan jako Inspektor Bhupinder Singh (Bhupi)
- Tiku Talsania jako Profesor Philip Fernandes
- Manoj Bajpai jako Seychelles Inspektor Avinash Bannerjee

## Muzyka i piosenki
Muzykę do filmu skomponował Rajesh Roshan, twórca muzyki do takich filmów jak Kaala Patthar, King Uncle, Karan Arjun, Koyla, Kudrat, Koi... Mil Gaya, Krrish', Aetbaar, czy Kaho Naa... Pyaar Hai, Na Tum Jaano Na Hum.
- Jadoo Bhari Aankhon Wali Suno
- Milne Se Pehle
- Pal Beet Gaya Ye To
- Piya Piya
- Sheeshe Se Bani Ek Ladki
- Tumhe Kaise Main Bataoon (szybkie)
- Tumhe Kaise Main Bataoon (powoli)